# Fédération Royale Marocaine d’Athlétisme
Die Fédération Royale Marocaine d’Athlétisme (FRMA; arabisch الجامعة الملكية المغربية لألعاب القوى, DMG al-Ǧāmiʿa al-malakiyya al-maġribiyya li-alʿāb al-qawā) ist der marokkanische Dachverband der Leichtathletik. Er wurde 1957 gegründet und ist seit 1958 Mitglied des internationalen Verbandes World Athletics. Seit 1973 ist sie auch Mitglied der Confédération Africaine d’Athlétisme.
Seit Dezember 2006 ist der Präsident des Verbandes Abdeslam Ahizoune, der den ehemaligen Athleten und Weltmeister Hicham El Guerrouj bei den Wahlen schlug. Generalsekretär ist M'Hammed Rhazlane.